# Frente Joven
Frente Joven: (bielorruso: Малады Фронт, romanizado: malady front, МФ) es un movimiento juvenil bielorruso registrado en la República Checa. Es la organización juvenil más grande de Bielorrusia que declara valores democráticos. Es miembro de los Estudiantes Demócratas Europeos.

## Historia
El Frente Joven fue fundado en 1997 e incorporó un movimiento no formalmente de jóvenes independientes, unidos en sus filas decenas de iniciativas y organizaciones juveniles. Desde entonces, el Frente Joven ha pasado varios grados de su desarrollo, habiendo evolucionado desde el movimiento de protesta de los años 1996-1997 a una organización de centro derecha de acuerdo con su ideología política.
- El I Congreso del Frente Joven se celebró el 6 de septiembre de 1997; Pavał Sieviaryniec (Minsk), [ Siahiej Paŭlenka (Grodno), Alaksandar Asipcoŭ (Mogilev) fueron elegidos co presidentes de la organización.
- El II Congreso del Frente Joven celebrado el 10 de febrero de 1999 eligió a Pavał Sieviaryniec como Presidente del Movimiento.
- El III Congreso el 1 de julio de 2000 reeligió a Pavał Sieviaryniec como presidente de Frente Joven y con la adopción del programa «Frente Joven de Cambios», colocó los principios cristianos y la idea nacional en la base ideológica de la organización.
- El IV congreso el 19 de junio de 2002 reeligió a Pavał Sieviaryniec como presidente del frente Joven.
- El V Congreso del frente Joven dividido en dos sesiones, el 23 de mayo de 2004 y el 23 de enero de 2005, eligió a los copresidentes de YF Siarhiej Bachun y Źmicier Daškievič.
- El VI Congreso de Frente Joven celebrado el 9 de marzo de 2008 adoptó una estrategia actualizada del Frente Joven: Reforma del Frente Joven, según la cual el movimiento abandonó las Fuerzas Democráticas Unidas de Bielorrusia El Congreso eligió a Źmicier Daškievič presidente del "Frente Joven".

## Objetivos
Los objetivos del Frente Joven son: la unión y educación de los jóvenes sobre la base de la idea nacional bielorrusa, los principios democristianos, una sociedad civil construida sobre las bases de la democracia y el libre mercado, y el desarrollo de una sociedad espiritual y física. generación fuerte. 
Los principales objetivos del Frente Juvenil son: la realización de la iniciativa social y creativa entre los jóvenes, la actividad masiva y de agitación para revivir las escuelas, la cultura y el idioma bielorrusos y formar la responsabilidad de los jóvenes por el destino de su Patria.

## Líderes
- Źmicier Daškievič - Presidente
- Ivan Šyła - Vicepresidente
- Nasta Daškievič (Pałažanka) - Vicepresidente
- Valery Mackievič - Secretario Internacional

## Actividad
El Frente Joven tiene entre 1000 y 1500 activistas en sus filas,  incorporados en las ramas regionales y distritales. El órgano supremo: el Congreso se lleva a cabo al menos una vez cada dos años. La organización está encabezada por el Sejm y la Oficina del Frente Joven entre los Congresos.
El Frente Joven es miembro de organizaciones políticas juveniles internacionales como Estudiantes Demócratas Europeos en la Juventud del Partido Popular Europeo, tiene asociaciones con organizaciones hermanas de Ucrania, Suecia, Lituania, Polonia y otros países.
Desde 1997 el Frente Joven lleva a cabo una campaña sociopolítica permanente "¡La ciudad es nuestra!" En fechas importantes y en vísperas de eventos importantes, los activistas de Frente Joven cuelgan enormes banderas nacionales blancas, rojas y blancas de los techos de todo Bielorrusia. Las acciones de campaña de “¡La ciudad es nuestra!” Se llevaron a cabo en muchas ciudades de Bielorrusia: se cuelgan más de 2000 banderas en total.
Como resultado de una actividad activa y exitosa en 1999, el Frente Joven ya tiene un índice de popularidad entre los jóvenes del 10,8%, solo por detrás de la progubernamental Unión Republicana Juvenil de Bielorrusia (48,3%) y BCM (25%).
En 2000, en las elecciones parlamentarias, el Frente Joven llevó a cabo una campaña de boicot bajo el título: "Falsificación", burla de la farsa electoral organizada por Lukashenka.
El Frente Joven durante la campaña electoral presidencial de 2001 se convirtió en el organizador del Congreso de la Juventud de Bielorrusia, en el que participaron más de 520 delegados de cada parte de Bielorrusia. También inició la firma de un Acuerdo especial entre el único candidato de la oposición y la juventud. Durante la campaña de las elecciones presidenciales de 2001, el Frente Joven se convirtió en miembro de la campaña de movilización "¡Elige!" Durante la carrera de selección, el Frente Joven realizó más de 1100 movimientos en más de 120 ciudades bielorrusas. 
El 24 de septiembre de 2001, el Frente Joven organizó una guardia en la región de Kurapaty, oponiéndose a la reconstrucción de la carretera circundante de Minsk, ya que pensaba que una nueva carretera podría pasar los entierros. Más de 120 activistas participaron en el movimiento de ocho meses "Protección de Kurapaty". 
Según el Servicio Báltico del Instituto Gallup en octubre de 2002, la calificación del Frente Joven entre toda la población de Bielorrusia fue del 6,3%, entre los jóvenes (18-30 años) - 14%, lo sorprendente es que todos los partidos políticos tienen una popularidad del 0,5% al 5% y "el factor miedo" en la sociedad es muy alto.
Los miembros del Frente Joven participaron y ganaron en las elecciones de los consejos locales (2003) en varios distritos, participaron en las elecciones a la Cámara de Representantes de Bielorrusia en 2004, pero sin ningún éxito. El bloque Bielorrusia Joven, establecido por el Frente Joven, formó parte del Comité de fuerzas políticas democráticas y luego formó parte de las Fuerzas Democráticas Unidas.
Los activistas del Frente Joven recogieron más de 40000 firmas contra la celebración del referéndum en 2004 sobre las declaraciones a la constitución que levantan las restricciones para dos presidencias . El Frente Joven organizó un movimiento de protesta en la plaza Oktyabir'skaja (plaza Kalinouskaga). Źmicier Daškievič, uno de los líderes del Frente Joven y Joven Bielorrusia fue arrestado y llevado a prisión durante los 10 días posteriores al arresto administrativo. Pavał Sieviaryniec, uno de los fundadores del Frente Joven, el líder de la Joven Bielorrusia fue arrestado por tres años de la denominada prisión laboral por organizar manifestaciones no autorizadas el día del referéndum y al día siguiente.
Durante la campaña de las elecciones presidenciales de 2006, el Frente Joven fue uno de los organizadores de las protestas contra la falsificación de los resultados de las votaciones y también organizó "el campamento" en la plaza Oktyabir'skaja (20-24 de marzo de 2006).
En junio de 2006, los miembros del Frente Joven, desaprobando la persecución criminal de los activistas de la organización, iniciaron una huelga de hambre, que se convirtió en una de las huelgas de hambre sociopolíticas más largas y masivas. Duró 24 días por más de 100 personas. 
Algunos activistas y líderes del Frente Joven se ubicaron en el comité organizador del establecimiento del Partido Demócrata Cristiano Bielorruso.
En 2008 los integrantes del Frente Joven realizaron una serie de campañas a nivel nacional. En el marco de la campaña social "Libro bielorruso - Para los niños", los activistas del Frente Joven reunieron miles de publicaciones en bielorruso que luego fueron entregadas a orfanatos en Minsk y otras ciudades bielorrusas. También las cosas y el dinero que se habían recolectado en el festival navideño “Date prisa para hacer el bien”, en el que participaron muchos músicos y figuras sociopolíticas bielorrusas prominentes, fueron entregados a orfanatos e internados.
Del 7 al 10 de diciembre de 2008, el Frente Joven llevó a cabo una campaña “Comunismo ante un tribunal” que finalizó con un ayuno de un día. Durante la campaña, el Frente Joven organizó decenas de piquetes anticomunistas y movimientos informativos en toda Bielorrusia, celebró una extensa conferencia científico-social.
En las protestas de 2011 que siguieron a la disputada reelección de Lukashenko en 2010, Daškievič y Eduard Łobaŭ fueron arrestados por agresión. Los dos fueron condenados a dos años y cuatro años de trabajos forzados, respectivamente. Posteriormente fueron nombrados presos de conciencia por Amnistía Internacional.

## Enfrentamiento conAlexander Lukashenko
esde 2005, el Frente Joven solicitó el registro en cinco ocasiones al Ministerio de Justicia, pero fue rechazado en cinco ocasiones. Los miembros de la organización creen que las autoridades deliberadamente no registran la organización para no tener palancas de presión sobre los activistas por medio del inconstitucional artículo 193-1 del Código Penal de la República de Bielorrusia (participación en la organización sin registro realizado). En el marco de la campaña de resistencia a la persecución criminal por la actividad en la organización no registrada, los miembros del Frente Joven registraron su propia organización en la República Checa, los documentos se han presentado para el registro a Lituania, planeando obtener el estatus oficial en Polonia. y Ucrania.
Los activistas del Frente Joven participan regularmente en manifestaciones no autorizadas, durante las cuales la mayoría de ellos son detenidos por la policía. Los dirigentes de la organización y sus miembros ordinarios dirigen la persecución administrativa, siendo las más predominantes la detención (hasta 25 días) y las multas. Algunos de ellos fueron condenados: los más famosos son los siguientes: Alaksiej Šydłoŭski, Vadzim Łabkovič, Pavał Sieviaryniec, Pavał Mažejka, Artur Fińkievič, Źmicier Daškievič.
Después de la campaña electoral presidencial, las causas penales contra Źmicier Daškievič, Siarhiej Lisičonak, Barys Harecki y Aleh Korban fueron abiertas por el artículo 193-1 (establecimiento y gestión de asociaciones públicas, asociaciones religiosas o partidos políticos, que infringen la personalidad, los derechos y los deberes de man y no obtuvo el registro oficial). Según la causa penal, el líder del Frente Joven Źmicier Daškievič fue condenado a un año y medio de colonia de régimen general (1 de noviembre de 2006).
Durante un año, otros líderes y activistas del Frente Joven fueron condenados por este artículo: Ivan Šyła (Saligorsk), Nasta Pałažanka, Źmicier Chviedaruk, Alaksiej Janušeŭski, Aleh Korban, Barys Harecki (Minsk), Nasta Azarka (Niasčažŭ), Jarasłažž Baranavičy), Kaciaryna Sałaŭjova (Połacak),  Edward Zielankoŭ (Žłobin). Fueron castigados con multas o advertencias.
Algunos procesos penales fueron iniciados por el mismo artículo y no llegaron a juicio. Las causas penales se entablaron contra los siguientes: Kiryl Atamančyk (Žłobin), Andrej Cianiuta (Homiel), Arsień Jahorčanka (Śvietlahorsk), Siarhiej Hudzilin, Jaŭhien Vaŭkaviec, Alaksandar Čarejka (Žodzin). El líder del Frente Joven en Žodzin Pavał Krasoŭski era sospechoso de complicidad en explosiones en Viciebsk y de cometer dos homicidios. Fue llevado a la sala de aislamiento para investigadores y, al cabo de un mes, Pavał Krasoŭski fue puesto en libertad por falta total de pruebas.
Los miembros del Frente Joven y la comunidad bielorrusa consideran que sus amigos están condenados por motivos de política por su actividad de oposición. La organización realizó acciones de solidaridad con los condenados y también con los que se encontraron bajo la persecución criminal. En solidaridad con “El Frente Joven” políticos tan destacados como Alaksandar Milinkievič, Anatol Labiedźka. Después de la baja, Alaksandar Kazulin se convirtió en un miembro honorable del Frente Joven.
Debido a la fuerte campaña de solidaridad con el presidente del Frente Joven Źmicier Daškievič, fue despedido durante un mes y medio antes de la fecha prevista. Al mencionar la voluntad de "sacrificar la libertad personal, la salud e incluso la vida en nombre de sus propios ideales", el diario bielorruso Nasha Niva nombró a Źmicier Daškievič "El hombre de 2007". Los activistas del "Frente Joven" creen que lo anterior es la prueba de que el régimen bielorruso sufrió una derrota en los juicios para frenar el movimiento juvenil.
En 2022, las autoridades bielorrusas han designado a la organización como un grupo extremista; participación en tal grupo es un delito penal en Bielorrusia.

## Controversia
El 25 de marzo de 2014, los activistas de Frente Joven participaron en una manifestación con un elogio  a los líderes que habían colaborado con la Alemania nazi durante la Segunda Guerra Mundial: Stepán Bandera, Michał Vituška, Román Shujévych. Esto había provocado protestas del embajador ruso.

## Enlaces
- Página Electrónica del Frente Joven
- Esta obra contiene una traducción  derivada de «Young Front» de Wikipedia en inglés, publicada por sus editores bajo la Licencia de documentación libre de GNU y la Licencia Creative Commons Atribución-CompartirIgual 4.0 Internacional.